# Novela cortesana
La novela cortesana es un género literario del Siglo de Oro español que fue cultivado durante el periodo barroco, en el siglo XVII.

## Características y definición
Se trata de una narración breve de ambientación urbana, casi siempre de temática amorosa, con ingredientes costumbristas, picarescos, pastoriles y ecos de la novelística italiana más decente y menos anticlerical para los rigurosos criterios de los inquisidores españoles (novellieri como Giovanni Boccaccio y sus más honestas piezas del Decamerón, modelo y origen del género; Giambattista Giraldi Cinthio y su Hecatommithi; Mateo Bandello y sus Novelle, Gianfrancesco Straparola y sus Piacevoli notti —Noches placenteras—; Franco Sacchetti y sus Trecentonovelle; Masuccio Salernitano y su célebre Novellino, Agnolo Firenzuola y Le Novelle, Parabosco y sus I deporti, Ortensio Lando y sus Alcune novelle, etcétera). Quedaron, pues, excluidos e inéditos hasta el siglo XVIII los novellieri más licenciosos y anticlericales, y, por tanto, menos asimilables, como Antonfrancesco Grazzini, llamado "il Lasca", autor de Le cene; Giovanni Forteguerri y Pietro Fortini.
Se trata de un tipo de literatura de evasión que es el correlato en prosa de la comedia de capa y espada, con la que tantas cosas tiene en común, coincidencia que es algo aceptado ya poco menos que unánimemente por la crítica actual en tanto que sus personajes más característicos coinciden en casi todo (desde la convencional onomástica hasta su modo de sentir, de actuar y de expresarse) con los propios de la citada especie teatral. Cristóbal Suárez de Figueroa la definió en su obra El pasajero:
Las novelas, tomadas con el rigor que se debe, es una composición ingeniosísima cuyo ejemplo obliga a imitación o escarmiento. No ha de ser simple ni desnuda, sino mañosa y vestida de sentencias, documentos y todo lo demás que pueda ministrar la prudente filosofía.
En el siglo XVIII continuaron siendo muy leídas, pues hubo además una Colección de novelas escogidas compuestas por los mejores ingenios españoles cuyo primer volumen salió de la Imprenta Real y los restantes de la de González entre 1785 y 1794 (Tomo I: 1794. Tomos II–V: 1788. Tomo VI: 1785. Tomo VII: 1789. Tomo VIII: 1791). Contienen cincuenta y tres novelas principalmente de Cervantes, Luis de Guevara, Isidro de Robles (que aparece como autor de algunas novelas con lipogramas manieristas que en realidad escribió Alonso de Alcalá y Herrera), Andrés del Prado o de Prado, Alonso de Castillo Solórzano, Diego de Ágreda y Vargas, Andrés del Castillo y Alonso Jerónimo de Salas Barbadillo, así como otros autores, bien anónimos, bien con escasa representación (Matías de los Reyes, Baltasar Mateo de Velázquez). Por otra parte una importante publicación periódica, Tertulias de invierno, estaba consagrada a divulgar este tipo de narrativa.
Don Emilio Cotarelo y Mori editó con introducción y notas, el pasado siglo, una Colección selecta de antiguas novelas españolas que incluye en sus doce volúmenes lo mejor del género (Madrid: Librería de la Viuda de Rico y Librería de los Bibliófilos Españoles, 1906–1909, 12 vols.: Francisco de Lugo y Dávila, Teatro popular, (Madrid, 1621); Gonzalo de Céspedes y Meneses: Historias peregrinas y ejemplares (Zaragoza, 1623); Alonso de Castillo Solórzano, La niña de los embustes (Barcelona, 1632); Miguel Moreno: Novelas (1628); Alonso de Castillo Solórzano: Noches de placer (Barcelona, 1631); Juan de Piña: Casos prodigiosos y cueva encantada (Madrid, 1628); Alonso de Castillo Solórzano: Las arpías de Madrid (Barcelona, 1631); Andrés del Castillo: La mojiganga (Zaragoza, 1631); Alonso de Castillo Solórzano: Tardes entretenidas (Madrid, 1625); Matías de los Reyes: El menandro (Jaén, 1636); Francisco de Eraso: Jornadas alegres (Madrid, 1626); Matías de los Reyes: El curial del Parnaso.

## Evolución y valor
Las narraciones entre 1624 y 1663 ofrecen diversas cosmovisiones: más simples y ajustadas en Camerino y más complejas y abiertas en Andrés de Prado. Hay indicios de que a lo largo del siglo se van alterando las funciones asignadas, dentro de los esquemas narrativos, a determinadas clases sociales: de la nobleza, en beneficio de una burguesía mercantil o de los nobles venidos a menos. También parece significativa la evolución en la ambientación: el novelista va pasando de los espacios tópico-míticos al costumbrismo de los urbanos consuetudinarios. Esto es síntoma de que la novela va asimilando unos presupuestos sociales, de que va derivando hacia un tipo de narración menos brillante, literariamente hablando, pero mucho más efectivo como matriz de lo que posteriormente se llamará novela de consumo.
Esta novelística posee una gran importancia no solo literaria, sino también documental para el conocimiento sociológico de la época. En muchas de estas obritas se percibe el sentimiento de decadencia de la sociedad aristocrática y el surgimiento de un nuevo tipo de valores, los de la burguesía.

## Autores
Los grandes autores del género fueron Miguel de Cervantes, su creador, con algunas de sus Novelas ejemplares; Alonso Jerónimo de Salas Barbadillo, con Corrección de vicios (1615), ocho narraciones, tres de ellas versificadas, o las nueve aventuras nocturnas que componen su famosísimo Don Diego, de noche (1623), y las novelas sueltas o incluidas en sus diversas misceláneas, de las que cabe señalar Casa del placer honesto (1620); Alonso de Castillo Solórzano, quizá el más prolífico escritor del género y que compiló las suyas en diversas colecciones como Tardes entretenidas (1625), Jornadas alegres (1626), Tiempo de regocijo y carnestolendas de Madrid (1627), Noches de placer (1634) Fiestas del jardín (1634), Los alivios de Casandra (1649), Sala de recreación (1649) y La quinta de Laura (1649); Tirso de Molina, que incluyó algunas en sus misceláneas Los cigarrales de Toledo (compuesta en 1621 y publicada en 1624) y Deleitar aprovechando (1635); Lope de Vega, con sus Novelas a Marcia Leonarda; Juan Pérez de Montalbán, que escribió algunas especialmente movidas e inquietantes en su miscelánea Para todos y en Sucesos y prodigios de amor (1624); Cristóbal Lozano, popularísimo en el pasado e interesado en las leyendas históricas y tradicionales, de gran imaginación y erudición tal en cuanto a historias, facecias y chascarrillos que sus obras han servido de almoneda a los más diversos ingenios españoles y extranjeros, y entre cuyas varias colecciones seleccionaremos solo la quizá más famosa, su David perseguido, y María de Zayas, la narradora más importante del siglo detrás de Cervantes, que escribió Novelas amorosas y ejemplares y Desengaños amorosos (primera edición en 1637).
Junto a estos, cultivaron este género una serie de escritores menores que, sin embargo, alcanzaron una gran boga en su época: Antonio de Eslava, creador de unas famosas Noches de invierno (1609); Juan Cortés de Tolosa, que compuso Discursos morales (Zaragoza, 1617), cuya segunda parte incluye el Libro de las novelas; Diego de Ágreda y Vargas, autor de Novelas morales, útiles por sus documentos (Madrid, 1620); Francisco de Lugo y Dávila y su Teatro popular, novelas morales (Madrid, 1622), cuyo prólogo teoriza sobre el género; el italoespañol José Camerino, cuyas Novelas amorosas (Madrid, 1624) son justamente celebradas; Juan de Piña, el mejor amigo de Lope de Vega, al que no le interesaba nada moralizar y más bien pretendía crear obras de arte en sus colecciones Novelas exemplares y prodigiosas historias (Madrid, 1624) y Varias fortunas (Madrid, 1627); Matías de los Reyes, autor de tres colecciones distintas: El curial del Parnaso (Madrid, 1624), El Menandro (Jaén, 1636) y Para algunos (Madrid, 1640), réplica en el título del Para todos de Montalbán; Baltasar Mateo de Velázquez, autor de El filósofo de aldea (Madrid, 1625); Miguel Moreno, autor de El cuerdo amante (1628) y Jacinto Abad de Ayala, a quien se debe la Novela del más desdichado (Madrid, 1641).
Posteriormente aparecen las novelas de Ginés Carrillo Cerón, Andrés Sanz del Castillo (La mojiganga del gusto, Zaragoza, 1641), Baptista Remiro de Navarra, una especie de Virgilio que alumbra y avisa sobre los sectores más marginados y desesperados de la villa y corte en su colección Los peligros de Madrid (1646); Matías de Aguirre y Sebastián, que usaba para escribir el nombre de su hijo Matías de Aguirre del Pozo y escribió Natividad de Zaragoza, 1654; Leonor Meneses Noronha, más conocida por su pseudónimo Laura Mauricia, con El desdeñado más firme (1655); la granadina Mariana de Carvajal y Saavedra, autora de Navidades de Madrid y noches entretenidas (Madrid, 1663); Andrés del Prado, que compuso Meriendas del ingenio y entretenimiento del gusto (Zaragoza, 1663); el escritor y economista judaizante José Penso de la Vega, también conocido como José de la Vega, que escribió Rumbos peligrosos por donde navega con título de novelas la zozobrante nave de la temeridad (Amberes, 1683); Luis de Guevara, que reunió sus novelas cortesanas bajo el título de Intercadencias de la calentura de amor, suscesos ya trágicos y lamentables, ya dichosos y bien logrados (Barcelona, 1685) y el murciano Ginés Campillo de Bayle con sus Gustos y disgustos del lentiscar de Cartagena (1689).
Hay que citar, además, algunos grupos de autores con características específicas. En primer lugar, los extraños por escribir novelas dos veces cortesanas: por sus características en sí mismas y porque añaden al género algún tipo de cortesano y manierista juego de ingenio, como por ejemplo los lipogramas de Alonso Alcalá y Herrera, ejercicios con que también se distrajeron ocasionalmente Francisco de Navarrete y Ribera, primero en iniciar este tipo de distracciones, Alonso de Castillo Solórzano, que incluyó en el último volumen de su La quinta de Laura un romance son la letra Y, o Manuel Lorenzo de Lizarazu y Berbinzana y Fernando Jacinto de Zurita y Haro; también hay un lipograma en una novela picaresca, Estebanillo González, que concluye con un romance escrito sin la letra O. En segundo lugar, un grupo femenino de novelistas de características feministas bien marcadas: María de Zayas, que propugna la intervención de la mujer en la institución literaria; Mariana de Carvajal, que hace del espacio íntimo el estatuto de la burguesía naciente y Leonor de Meneses, que masculiniza ese espacio.

## Antologías de novela cortesana
- Colección de novelas escogidas compuestas por los mejores ingenios españoles Madrid: Imprenta Real, 1794, vol. I; los restantes en la de González entre 1785 y 1794 (vols. II–V: 1788. Vol. VI: 1785. Vol. VII: 1789. Vol. VIII: 1791).
- Novelistas posteriores a Cervantes, edición de Cayetano Rosell y Eustaquio Martínez de Navarrete, Madrid: Manuel Rivadeneyra, (Biblioteca de Autores Españoles), dos vols., tomos XVIII (1851) y XXXII (1854), reimpresos varias veces, la última en Madrid: Atlas, 1946 y 1950.
- Colección selecta de antiguas novelas españolas, ediciones con estudios preliminares y notas de Emilio Cotarelo y Mori (Madrid: Librería de la Viuda de Rico y Librería de los Bibliófilos Españoles, 1906–1909, 12 vols.)
- Novelas amorosas de diversos ingenios del siglo XVII, edición de Evangelina Rodríguez Cuadros, Madrid, Castalia, 1986.
- Zayas and Her Sisters: An Anthology of Novelas by 17th-Century Spanish Women. Binghamton: Global, ICGS, 2001.
- María de Zayas, Leonor de Meneses, Mariana de Carvajal, Entre la rueca y la pluma. Novela de mujeres en el Barroco. Estudio, edición y notas de Evangelina Rodríguez Cuadros y Marta Haro Cortés. Madrid: Biblioteca Nueva, 1999.
- Bárbara Múgica, Women Writers of Early Modern Spain. Sophia's Daughters. New Haven: Yale University Press, 2004.

## Ediciones modernas por autores
- ÁGREDA Y VARGAS, Diego de: Novelas morales, útiles por sus documentos, ed. Karen SCOLARI DRURY en A Critical Edition of the Novelas morales, útiles por sus documentos of Diego de Ágreda y Vargas, Evanston (Illinois), Northwestern University, 1983 , tesis doctoral.
- CAMERINO, José: Novelas amorosas, ed. Fernando GUTIÉRREZ, Barcelona, Selecciones Bibliófilas, 1955.
- íd. Novelas amorosas, estudio y edición de María Dolores LÓPEZ DÍAZ en Estudio y edición anotada de las Novelas amorosas de José Camerino, Tesis Univ. Complutense, Madrid, 1990.
- CARVAJAL Y SAAVEDRA, Mariana de: Navidades de Madrid, ed. A. PRATO, pról. M. G. PROFETI, Milán, Università degli Studi di Verona / Franco Angeli, 1988.
- íd. Navidades de Madrid y Noches entretenidas, en ocho novelas, ed. Catherine SORIANO, Madrid, Comunidad de Madrid, 1993.
- CASTILLO SOLÓRZANO, Alonso de: Sala de recreación, ed. R. F. GLENN y F. G. VERY, Chapel Hill, Univ. Press of North Carolina, 1977.
- íd. Tardes entretenidas, ed. Patrizia CAMPANA, Barcelona, Montesinos, 1992.
- CÉSPEDES Y MENESES, Gonzalo de: Historias peregrinas y ejemplares, ed. Yves-René FONQUERNE, Madrid, Castalia, 1980.
- ESLAVA, Antonio: Noches de invierno, ed. Julia    ,,,,,,BARELLA, Pamplona, Gobierno de Navarra, 1986.
- PÉREZ DE MONTALBÁN, Juan: Obra no dramática, ed. José Enrique LAPLANA GIL, Madrid, Biblioteca Castro, 1999.
- íd., Sucesos y prodigios de amor, ed. Agustín G. DE AMEZÚA, Madrid, Sociedad de Bibliófilos Españoles, 1949.
- íd. Sucesos y prodigios de amor, ed. Luigi GIULIANI, Barcelona, Montesinos, 1992.
- TIRSO DE MOLINA: Los cigarrales de Toledo, ed. Víctor SAID ARMESTO, Madrid, Renacimiento, 1913.
- íd., Cigarrales de Toledo, ed. Luis VÁZQUEZ, Madrid, Castalia, 1996.
- íd. Obras Completas, I. Cigarrales de Toledo, ed. Pilar PALOMO e Isabel PRIETO, Madrid, Biblioteca Castro-Turner, 1994.
- íd. Obras Completas, II. Deleitar aprovechando, ed. Pilar PALOMO e Isabel PRIETO, Madrid, Biblioteca Castro-Turner, 1994.
- VEGA, Lope de: Novelas a Marcia Leonarda, eds. J. D. y L. A. FITZGERALD, Romanische Forschungen, XXXIV (1915), pp. 278–467.
- íd. Novelas a Marcia Leonarda, ed. Francisco RICO, Madrid, Alianza, 1968.
- íd., Novelas a Marcia Leonarda, ed. Julia BARELLA, Gijón, Júcar, 1988.
- ZAYAS, María de: Desengaños amorosos. Parte segunda del sarao y entretenimiento honesto, ed. Agustín G. de AMEZÚA, Madrid, RAE, 1950.
- íd. Novelas completas, ed. M. MARTÍNEZ PORTAL, Barcelona, Bruguera, 1973.
- íd. Novelas amorosas y ejemplares, ed. Agustín G. de AMEZÚA, Madrid, RAE, 1948.
- íd., Novelas ejemplares y amorosas o Decamerón español, ed. R. RINCÓN, Madrid, Alianza, 1980.
- íd. Novelas amorosas y ejemplares, ed. José Luis LÓPEZ DE ZUBIRÍA, Barcelona, Orbis, 1994.
- íd. Parte Segunda del Sarao y entretenimiento honesto: Desengaños amorosos, ed. Alicia YLLERA, Madrid, Cátedra, 1983.
- íd. Tres novelas amorosas y ejemplares y tres desengaños amorosos, ed. Alicia REDONDO GOICOECHEA, Madrid, Castalia, 1989.